# Гобле д’Альвьелла, Альбер
Альбер Жозеф Гобле, граф Гобле д’Альвьелла (нидерл. Albert Joseph Goblet, graaf Goblet d'Alviella, 26 мая 1790 — 5 мая 1873) — офицер вооружённых сил Нидерландов. Позже стал бельгийским политиком.

## Биография
Альбер Жозеф Гобле, граф Гобле д’Альвьелла родился 26 мая 1790 года в Турне. Первую офицерскую должность получил во французской армии, однако в 1814 году перевёлся на службу в вооружённые силы Нидерландов.
Во время Бельгийской революции 16 ноября 1830 года присоединился к революционным силам. В новой независимой Бельгии был назначен на пост министра иностранных дел, занимал его в 1831—1834 годах.
В 1832 году кратковременно возглавлял правительство страны. В 1837 году ему был предоставлен дворянский титул. Был дедом Эжена Гобле д’Альвьеллы, известного историка.
Умер в Брюсселе в возрасте 82 лет в 1873 году.